# Myron J. Gordon
 (janvier 2024).
Myron Jules Gordon, FRSC (15 octobre 1920 — 5 juillet 2010) est un économiste américain. Il a été professeur émérite de finance à la Rotman School of Management, de l'université de Toronto, au Canada. En 1956, Gordon et Eli Shapiro ont publié une méthode d'évaluation d'une action ou d'une entreprise, maintenant connue sous le nom de modèle de croissance de Gordon.

## Biographie

### Enfance et éducation
Myron Jules Gordon est né le 15 octobre 1920 de parents juifs ukrainiens installés à New York, aux États-Unis. Il a été élevé à Washington Heights et à Brooklyn par ses parents Jack, vendeur, et Eva, pianiste. Il est diplômé de l'université du Wisconsin-Madison en 1941 avec un diplôme en économie, après avoir fini son bachelor en journalisme. Il a ensuite servi dans l'armée américaine jusqu'en 1946.

### Parcours académique
Gordon était titulaire d'un Bachelor en Arts de l'université du Wisconsin-Madison (1941), d'une maîtrise de l'université de Harvard (1947) et d'un doctorat de Harvard (1952). Il a été professeur adjoint à l'université Carnegie-Mellon (1947-1952), puis professeur agrégé au Massachusetts Institute of Technology (1952-1962) et professeur à l'université de Rochester (1962-1970) avant de rejoindre l'université de Toronto en 1970. Ses contributions au domaine de la comptabilité (et à l'application de l'économie et des mathématiques à la comptabilité) sont particulièrement importantes et dignes de mention. En tant que principal auteur de manuels de comptabilité, il a aidé à former des générations d'étudiants en comptabilité, en commerce et en gestion.
Gordon a été président de l'Association Financière Américaine (American Finance Association) en 1975-1976. Il a été nommé membre de la Société royale du Canada en 1993 et a reçu un doctorat honorifique en droit de l'Université McMaster en 1993 et un autre de l'université de Toronto en 2005.

### Vie privée
Pendant son service militaire, Gordon a rencontré et épousé sa femme Helen Elizabeth Taylor, connue sous le nom de Betty. Ils ont eu deux fils, Joe et David. Bien que Gordon soit d'origine juive ukrainienne et que sa femme soit la fille de missionnaires baptistes, ils sont devenus des membres actifs de l'Église unitarienne. Gordon est décédé en 2010 à l'âge de 89 ans, après plusieurs accidents vasculaires cérébraux et une mauvaise santé générale.